# Sébastien Cramoisy
 (août 2017).
Sébastien Cramoisy, né en 1584 à Paris et mort en 1669, est un libraire-imprimeur français.

## Biographie

Marque d'imprimeur « Aux deux cigognes » des Cramoisy avec leurs armoiries au sommet.

Sébastien Cramoisy est reçu libraire-imprimeur en 1606 et reprend la librairie Aux deux cigognes de son grand-père, Sébastien Nivelle. 
Sa production est très largement dominée par les ouvrages religieux, qu'il s'agisse de livres de dévotion (bréviaires) ou d'œuvres des Pères de l'Église. Il devient, avec son cousin Chappelet, « l'homme de confiance des Jésuites français » selon l'expression d'Henri-Jean Martin et publie notamment leur vaste production pédagogique. Il imprime également les Cisterciens, les Prémontrés, ainsi que certains ouvrages des Minimes. Cette position dans le marché éditorial lui assure des revenus considérables. 
Il bénéficie également des faveurs du pouvoir politique. Sébastien Cramoisy est lié depuis 1614 avec Richelieu, dont il imprime les premières œuvres. En 1629, il obtient le privilège d’imprimer tous les actes de la Cour des monnaies et le 18 mars 1639, grâce à la bienveillance du chancelier Séguier, il a l’honneur de compter parmi les cinq libraires autorisés à imprimer les actes royaux. En 1656, il est choisi par le conseil d’État pour contrôler le dépôt des publications de la bibliothèque du Roi. Il fut le premier directeur de l'Imprimerie royale du Louvre (1640) ; cette direction reste dans la famille jusqu'en 1701.
Sa puissance parmi les libraires parisiens lui valut les surnoms d' « architypographe » ou encore de « roi de la rue Saint-Jacques », par référence à la rue où étaient concentrés les libraires-imprimeurs. C'est donc logiquement qu'il exerce des responsabilités dans le monde éditorial, puis dans la gestion municipale. Il est syndic de la communauté des imprimeurs, libraires et relieurs parisiens en 1628 et 1643. Il devient juge consul en 1636 et 1652 et accède au rang d’échevin de la ville en 1639.
La fin de sa carrière est cependant mouvementée. En 1658, il évite de justesse la faillite. Il meurt en 1669, laissant un fonds de 400 000 livres et une immense fortune. Son petit-fils, Sébastien Mabre-Cramoisy (vers 1637-1687), lui succède à la direction de l’Imprimerie royale mais, l'entreprise est liquidée en 1698. Françoise Loir, fille d'un orfèvre parisien, épouse Sébastien Mabre-Cramoisy en 1670. Déclarée sans exercice en 1697, elle procède en 1698 à la liquidation de son officine. Elle a publié aussi sous la raison Sébastien Mabre-Cramoisy jusqu'en 1698. Jean-Joseph Barbou rachète son fonds et sa maison en 1715.
Il a publié, entre autres :
- Histoire généalogique de la Maison de France, par Pierre Scèvole de Sainte-Marthe et Louis de Scèvole de Sainte-Marthe, 1628 ;
- des éditions de Saint Jean Chrysostome, 6 volumes in-folio, 1624 ;
- des éditions de Nicéphore Calliste, 2 volumes in-folio, 1630 ;
- avec son petit-fils et le reste Missale parisiense, 1666 [manuscrit en ligne]
- Avec André Duchesne :
  - Historiae Francorum scriptores, 6 volumes in-folio, 1636 ;
  - Histoire des rois, ducs, et comtes de Bourgogne et d'Arles…, 1616 ;
  - Histoire généalogique de la maison de Montmorency et de Laval, 1624 ;
  - Histoire de la maison de Châtillon…, 1631.